# Speyeria viridicornis
Speyeria viridicornis är en fjärilsart som beskrevs av Comstock 1925. Speyeria viridicornis ingår i släktet Speyeria och familjen praktfjärilar. Inga underarter finns listade i Catalogue of Life.